# Saint-Germain-sur-École
Saint-Germain-sur-École är en kommun i departementet Seine-et-Marne i regionen Île-de-France i norra Frankrike. Kommunen ligger i kantonen Perthes som tillhör arrondissementet Melun. År 2022 hade Saint-Germain-sur-École 371 invånare.

## Befolkningsutveckling
Antalet invånare i kommunen Saint-Germain-sur-École
| Referens: INSEE |